# أحمد عبد النبي
أحمد عبد النبي أحمد (ولد في 30 مارس 1986 في المنامة، البحرين) لاعب كرة قدم دولي بحريني يجيد اللعب في مركز قلب الدفاع. يلعب حاليا لصالح الرفاع الشرقي الذي ينافس في الدوري البحريني الممتاز منذ 2004.

## الإنجازات
- كأس ملك البحرين (1): 2014